# Tom Richards (rugbyspeler)
Thomas James (Tom) Richards (Emmaville, 29 april 1882 - Windsor (Queensland), 25 september 1935) was een Australisch rugbyspeler.

## Carrière
Tijdens de Olympische Zomerspelen 1908 werd hij met zijn ploeggenoten kampioen. Richards speelde als voorwaarts. Richards speelde als enige Australiër voor de British and Irish Lions. Richards ontving vanwege zijn moed tijdens de Eerste Wereldoorlog de Military Cross.

## Erelijst

### Met Australazië
- Olympische Zomerspelen:  1908